# Otiothops
Otiothops is een geslacht van spinnen uit de  familie van de Palpimanidae.

## Soorten
- Otiothops amazonicus Simon, 1887
- Otiothops atlanticus Platnick, Grismado & Ramírez, 1999
- Otiothops baculus Platnick, 1975
- Otiothops birabeni Mello-Leitão, 1945
- Otiothops brevis Simon, 1892
- Otiothops calcaratus Mello-Leitão, 1927
- Otiothops clavus Platnick, 1975
- Otiothops contus Platnick, 1975
- Otiothops curua Brescovit, Bonaldo & Barreiros, 2007
- Otiothops dubius Mello-Leitão, 1927
- Otiothops facis Platnick, 1975
- Otiothops franzi Wunderlich, 1999
- Otiothops fulvus (Mello-Leitão, 1932)
- Otiothops germaini Simon, 1927
- Otiothops giralunas Grismado, 2002
- Otiothops goloboffi Grismado, 1996
- Otiothops gounellei Simon, 1887
- Otiothops helena Brescovit & Bonaldo, 1993
- Otiothops hoeferi Brescovit & Bonaldo, 1993
- Otiothops iguazu Grismado, 2008
- Otiothops inflatus Platnick, 1975
- Otiothops intortus Platnick, 1975
- Otiothops kochalkai Platnick, 1978
- Otiothops lajeado Buckup & Ott, 2004
- Otiothops loris Platnick, 1975
- Otiothops luteus (Keyserling, 1891)
- Otiothops macleayi Banks, 1929
- Otiothops namratae Pillai, 2006
- Otiothops oblongus Simon, 1891
- Otiothops payak Grismado & Ramírez, 2002
- Otiothops pentucus Chickering, 1967
- Otiothops pilleus Platnick, 1975
- Otiothops platnicki Wunderlich, 1999
- Otiothops puraquequara Brescovit, Bonaldo & Barreiros, 2007
- Otiothops recurvus Platnick, 1976
- Otiothops setosus Mello-Leitão, 1927
- Otiothops typicus (Mello-Leitão, 1927)
- Otiothops walckenaeri MacLeay, 1839
- Otiothops whitticki Mello-Leitão, 1940